# Les noies del radi

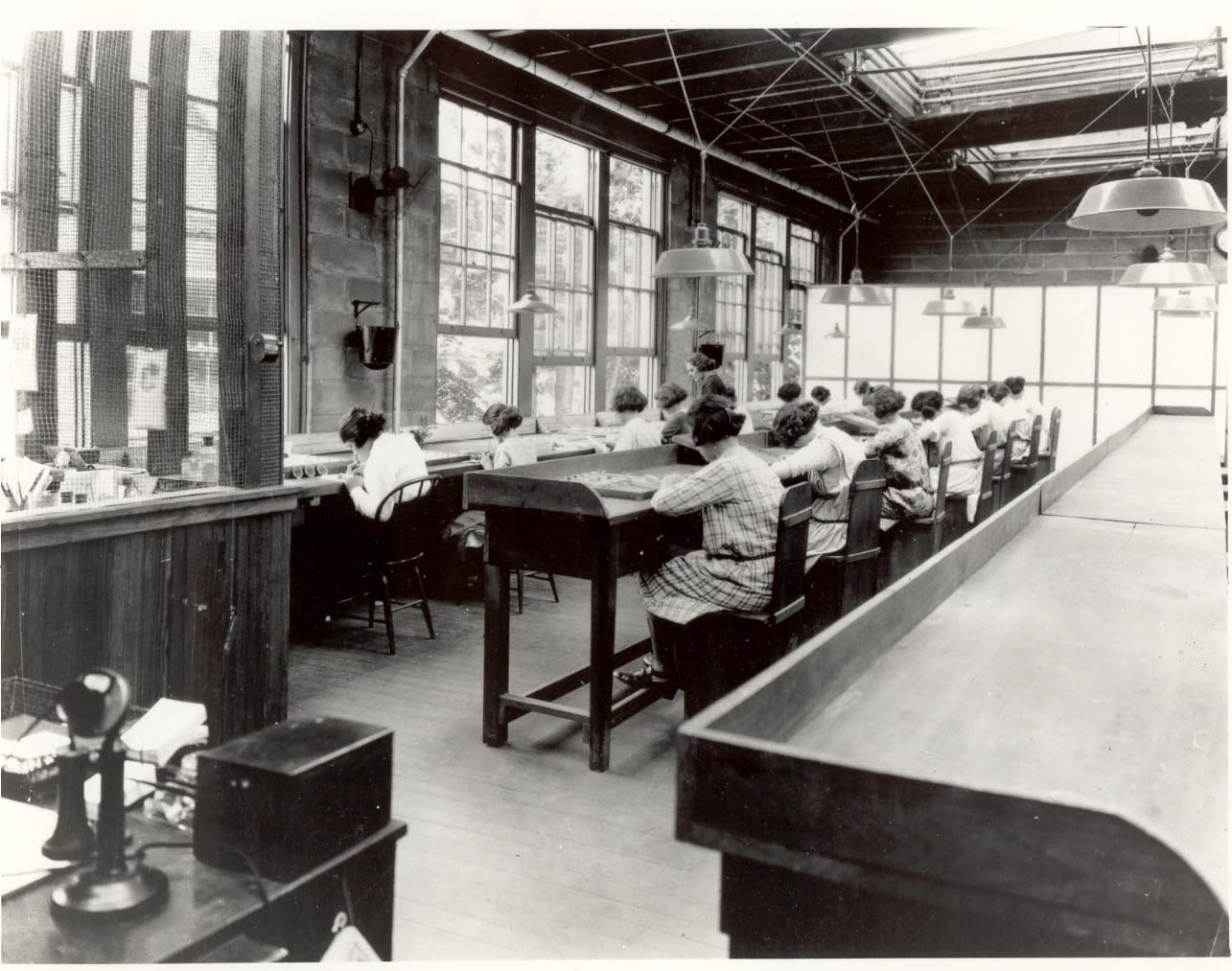
Les noies del radi treballant en una fàbrica de rellotges lluminosos.

Les noies del radi (en anglès: Radium Girls) van ser unes dones treballadores que van patir una síndrome d'irradiació per pintar esferes de rellotges amb pintura luminescent a la fàbrica de la United States Radium Corporation d'Orange, Nova Jersey, Estats Units d'Amèrica, al voltant de 1917. Les dones, que se les havia dit que la pintura era inofensiva, ingeriren quantitats mortals de radi en llepar els seus pinzells per a fer-los una punta més fina; algunes també es pintaven les ungles i les dents amb aquesta substància brillant.
Cinc d'aquestes dones van desafiar l'empresa en un cas que va servir per a establir (als EUA) el dret individual dels treballadors que contrauen malalties professionals a demandar els empresaris.

## La United States Radium Corporation
De 1917 a 1926 la United States Radium Corporation (originalment anomenada Radium Luminous Material Corporation) es va dedicar a l'extracció i purificació de radi a partir de la carnotita per a produir pintura luminescent, que es comercialitzava sota la marca «Undark». Com a contractista de defensa, la United States Radium Corporation era un important proveïdor de rellotges radioluminescents als militars. La seva planta a Illinois va donar feina a més d'un centenar de treballadors, sobretot dones, que pintaven esferes de rellotges i altres instruments amb radi lluminós, enganyades pensant que era una feina segura.

### L'exposició a la radiació
La United States Radium Corporation va contractar unes 70 dones per a realitzar diverses tasques, incloent-hi la manipulació de radi. Els propietaris i els científics familiaritzats amb els efectes del radi evitaren amb molt de compte qualsevol exposició; els químics de la planta utilitzaven pantalles de plom, màscares i pinces. La United States Radium Corporation, fins i tot, va distribuir bibliografia a la comunitat mèdica que descrivia els «efectes nocius» del radi.
S'estima que uns 4.000 treballadors van ser contractats per les empreses en els EUA i Canadà per a pintar esferes de rellotge amb radi. Barrejaven cola, aigua i pols de radi, i després usaven pinzells de pèl de camell per a aplicar la pintura luminescent als dials. El preu vigent en aquell moment, per pintar 250 dials per dia, estava al voltant d'un centau i mig per dial. Com que els pinzells perdien la forma després d'algunes pinzellades, els supervisors de la United States Radium Corporation animaven els treballadors a donar-los forma amb els llavis, o a utilitzar la llengua per a mantenir-los afilats. Per diversió, les noies del radi es pintaven les ungles, les dents i la cara amb aquesta pintura mortal produïda a la fàbrica. Molts dels treballadors van posar-se malalts. No se sap quants van morir per l'exposició a la radiació.

### La malaltia per radiació
Més tard, moltes de les dones van començar a patir d'anèmia, fractures òssies i necrosi de la mandíbula, una malaltia coneguda ara com a mandíbula de radi. Es creu que les màquines de raigs X utilitzades pels investigadors mèdics van poder agreujar la malaltia d'alguns dels treballadors en haver-los sotmès a una radiació addicional. Va resultar que almenys un dels exàmens era un estratagema, que formava part d'una campanya de desinformació iniciada per la defensa de l'empresa. La United States Radium Corporation i altres companyies d'esferes de rellotges rebutjaren que els treballadors afectats estigueren patint per l'exposició al radi. Durant un temps metges, dentistes i investigadors compliren amb la petició de les empreses de no divulgar les seves dades. A instància de les empreses, les morts dels treballadors van ser atribuïdes pels professionals mèdics a altres causes. La sífilis, una coneguda malaltia de transmissió sexual, se cita sovint en un intent de tacar la reputació de les dones.

## Transcendència del cas

### Litigi
Aquesta història d'abusos comesos contra els treballadors es distingeix de la majoria d'altres casos similars pel fet que el litigi posterior va ser cobert àmpliament pels mitjans de comunicació. La treballadora Grace Fryer va decidir interposar una demanda, però va tardar dos anys a trobar un advocat disposat a anar contra la United States Radium Corporation. Un total de cinc treballadores de la fàbrica (Gràcia Fryer, Edna Hussman, Katherine Schaub i les germanes Quinta McDonald i Albina Larice), anomenades les noies del radi, es van unir a la demanda. El plet i el sensacionalisme mediàtic que envoltà el cas van establir precedents legals i van provocar la promulgació de normes del govern sobre seguretat laboral, incloent-hi un punt de partida de «patiment demostrable».

### Repercussions històriques
La història de les noies del radi ocupa un lloc importat en la història, tant en el camp de la física de la salut com en el del moviment pels drets laborals. El dret individual dels treballadors a demandar per danys i perjudicis les empreses per abús laboral es va establir com a resultat d'aquest cas i les normes de seguretat industrial van ser manifestament millorades per a moltes dècades.
El cas es va resoldre a la tardor de 1928, abans de la deliberació del jurat, i l'acord per a cadascuna de les noies del radi va ser de 10.000 $ i 600 $ més a l'any, mentre visquessin, i totes les despeses mèdiques i legals contretes també serien pagades per l'empresa.
La demanda i la consegüent publicitat va ser un factor en l'establiment de la legislació laboral sobre malalties professionals. Els pintors de dials amb radi van ser instruïts sobre les precaucions adequades de seguretat i van comptar amb equips de protecció. En particular, ja no donaven forma als pinzells amb els llavis i evitaren la ingestió o inhalació de la pintura. La pintura amb radi encara s'usava per a pintar esferes de rellotges en la dècada del 1960.

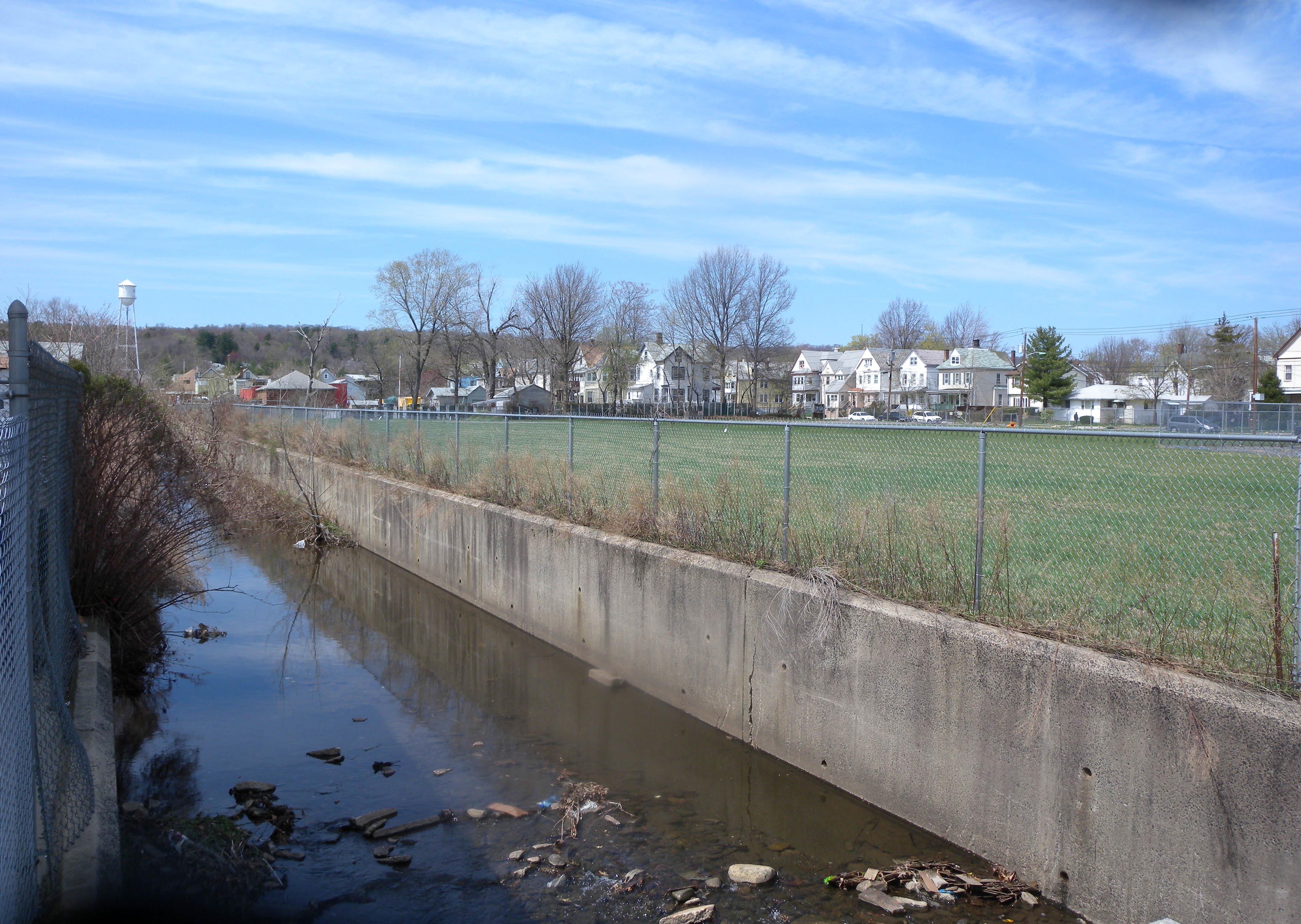
Antic lloc de la fàbrica.

### Repercussions científiques
Robley D. Evans va fer els primers mesuraments de radó exhalat i d'excreció de radi a un antic pintor de dials el 1933. Va reunir mesuraments fiables dels continguts dels cossos de 27 pintors al Massachusetts Institute of Technology. Aquesta informació va ser utilitzada el 1941 pel National Bureau of Standards (en català Oficina Nacional de Normes) per a establir el nivell de tolerància per al radi en 0.1 μCi (3,7 kBq).
El 1968 es va establir a l'Argonne National Laboratory (en català Laboratori Nacional Argonne) el Center for Human Radiobiology (en català Centre de Radiologia Humana). El propòsit principal del centre era de proporcionar exàmens mèdics dels pintors de dials vius. El projecte també es va centrar en la recopilació d'informació, i, en alguns casos, de mostres de teixits dels pintors. Quan el projecte va acabar el 1993, s'havia recopilat informació detallada de 2.403 casos. No s'han observat símptomes en els casos de pintors amb menys de 1.000 vegades del nivell normal de l'isòtop 226Ra trobat en individus no exposats, cosa que suggereix un llindar per a tumors malignes provocats per radi.

### Literatura i cinema
- Es conta la història en el poema «Radium Girls» de Eleanor Swanson, publicat en el llibre «A Thousand Bonds: Marie Curie and the Discovery of Radium».[11]
- L'escriptora D.W. Gregory va contar la història de Grace Fryer en l'obra de teatre Radium Girls, que es va estrenar el 2000 al Playwrights Theatre de Madison, Nova Jersey.[12][13]
- Hi ha una referència elaborada de la història en la novel·la Jailbird de Kurt Vonnegut.[14]
- La poetessa Lavinia Greenlaw ha escrit sobre el tema en The Innocence of Radium (Night Photograph, 1994).[15]
- La historiadora Claudia Clark va escriure un relat del cas i les seves implicacions històriques: Radium Girls: Women and Industrial Health Reform, 1910-1935 (publicat en 1997).[16]
- El llibre de Ross Mullner Deadly Glow: The Radium Dial Worker Tragedy descriu molts dels esdeveniments (1999, ISBN 0-87553-245-4).[17]
- Jo Lawrence conta la història en el seu curtmetratge d'animació Glo (2007).[18]
- Es fa referència a la història en la pel·lícula «Pu-239» de 2006.[19]
- El relat curt de Michael A. Martone It's Time es narra des de la perspectiva d'una noia del Radi anònima.[20]
- La novel·la Radium Halos: A Novel about the Radium Dial Painters (2009) de Shelley Stout és una ficció històrica narrada per un malalt mental de seixanta-cinc anys que treballava a la fàbrica quan tenia setze anys (ISBN 978-1448696222).[21]
- Va aparèixer una versió de ficció titulada #196 Radium Girls a l'episodi núm. 10 Cure for the Common Death de la 1a temporada del programa de televisió 1000 Ways to Die del canal Spike TV (22 de març de 2009)[22] i una altra titulada Glow Girls al programa núm. 11 de la 2a. temporada del programa Dark Matters: Twisted But True del canal Science Channel (12 de desembre de 2012).[23]
- L'escriptora científica i periodista Deborah Blum fa referència a la història en el seu llibre de no-ficció The Poisoner's Handbook: Murder and the Birth of Forensic Medicine in Jazz Age New York (ISBN 978-1594202438).[24]
- L'escriptor Robert R. Johnson compta un reportatge sobre les noies del radi en el seu llibre Romancing the Atom. (ISBN 978-0313392795).[25]
- The Case of the Living Dead Women (en català El cas de les dones que viuen mortes) és un lloc web que mostra 180 pàgines escanejades de retalls de diaris sobre un incident similar a la Radium Dial Company (Ottawa, Illinois).[26]
- La història dels treballadors de la Radium Dial Company es dramatitza en l'obra de Melanie Marnich These Shining Lives.[27]
- James H. Street va escriure el relat curt de ficció Leter to the Editor basat en aquesta història el 1937 per a la revista Cosmopolitan, adaptat per al cinema en 1937 amb el títol Nothing Sacred[28] i com a musical de Broadway amb el títol Hazel Flagg en 1953.[29]
- Es conta la història a l'episodi The Poisoner's Handbook del programa de televisió American Experience, basat en el llibre de no-ficció homònim de Deborah Blum.[30]